# Bucklandiella affinis
Bucklandiella affinis, syn. Racomitrium affine — вид мохів порядку гріміальних (Grimmiales).

## Поширення
Батьківщиною є Європа, Північна Америка.
Населяє вологі, іноді періодично сухі, затінені кислі чи рідко кальциновані скелі, валуни, плити та брили в руслах потоків або поблизу струмків і річок, періодично омиваються хвилями, у сезонних струмках і на берегах озер, часто постійно занурені в пороги струмків і водоспади; на висотах 0–3000 м.

## Характеристика
Рослини досить стрункі, утворюють пухкі пучки або великі килимки, від тьмяно-зелених до жовтуватих або чорнуватих у верхній частині, коричневі чи чорно-коричневі проксимально, іноді сиві. Стебла 5–7 см, прямовисні чи прилеглі, рідко чи рясно розгалужені, рідше зовсім нерозгалужені. Листки нещільно притиснуті, прямі чи зрізані, коли сухі, від прямовисних до розпростертих, коли вологі, ланцетні, жолобчасті вздовж ребра, (1.7)2.3–3.2(4) (з волосками) × 0.5–0.8 мм, краї цілі, гладкі чи дещо хвилясті в дистальній половині, загнуті до повороту з обох боків до вершини; остюки прямо-згинаються, більш жовтуваті, ніж білуваті, сплощені, (0.1)0.5–1.1 мм. Коробочкові ніжки коричневі, 4–10 мм. Коробочка коричнева, злегка блискуча, короткоциліндрична, рідше округла чи яйцеподібна, 1.5–3.2 × 0.6–0.8 мм. Спори 12–20 мкм.